# جوليسبورغ (كولورادو)
جوليسبورغ (بالإنجليزية: Julesburg, Colorado)‏ هي بلدة تقع في مقاطعة سيدغويك، كولورادو بولاية كولورادو في الولايات المتحدة. تبلغ مساحتها 3.3 (كم²)، وترتفع عن سطح البحر 1060 م، بلغ عدد سكانها 1467 نسمة في عام 2000 حسب إحصاء مكتب تعداد الولايات المتحدة وتصل الكثافة السكانية فيها 444.5 نسمة/كم2.

## وصلات خارجية
- City Website
- The US50 - Cities and Towns in Colorado State
- Colorado Cities and Towns, Facts, Map, Flag, Colleges, Government, and More